# Москаленко-Висоцька Олена Миколаївна
Москаленко-Висоцька  Олена  Миколаївна (нар. 21 грудня 1958, селище Єланець, Миколаївська область) —  український кіноредактор, сценарист, креативний продюсер, педагог, заслужений працівник культури України.

## Біографія
Народилася 21 грудня 1958р. у селищі Єланець Миколаївської обл. Закінчила кінофакультет Київського державного інституту театрального мистецтва ім.І.Карпенка-Карого (кафедра кінознавства, 1981). Навчалася у провідних діячів кіногалузі України: керівник курсу – професор Буряк Борис Спиридонович, відомі викладачі: Станіслав Павлович Іванов, Вадим Львович Чубасов, Оксана Станіславівна Мусієнко, Галина Петрівна Савченко, Валентина Романівна Слободян, Костянтин Гедалійович Теплицький. 
За розподілом була направлена працювати на Українську студію хронікально-документальних фільмів – редактор відділу кіноперіодики (1981-1982). Два роки представляла кіномистецтво країни в Монгольській Народній Республіці (старший референт відділу кіно ДСНК  у м.Улан-Батор, 1982-1984). Повернувшись в Україну  продовжила працювати на студії «Укркінохроніка» – редактор відділу документальних фільмів, головний редактор творчого об’єднання «Дзвін» студії «Укркінохроніка» (1985-1996);  головний редактор студії «Укркінохроніка» (1996-2017). Формуючий продюсер студії «Укркінохроніка» (2017).
Викладацьку діяльність розпочала з 2006 року на кафедрі режисури кіно і телебачення Київського національного університету культури і мистецтв. У 2021 році  присвоєне вчене звання доцента.
Член журі Міжнародних кінофестивалів: «Кінолітопис» (2003, 2018-2020, Київ),  «Золотий Витязь» (2008, 2018), «Кіноскрипт» (2016-2019, Київ), «Cinemaway» (2017-2020, Львів).
Член Національної спілки кінематографістів України (1995)
Член Національної спілки журналістів України (2008).

## Вибрані творчі доробки
Автор сценаріїв десятків документальних фільмів, створених на студіях «Укркінохроніка», «Інтерньюз-Україна», «Контакт», «MVM-studia», зокрема, фільми: «Гамлет» з хеппі-ендом» реж. О. Коваль (Золота медаль МКФ ім. Братів Люм’єр та Головний приз МКФ «Кінолітопис» м. Київ, 2004), «Світ Любомири» реж. О. Коваль, «Замки України» реж. А. Сухарєв (Приз за кращий документальний фільм і приз Жюрі МКФ «КОНТАКТ» м. Київ, 2006), «Польові випробування української вдачі» реж. В. Васильєв (2011) та ін.
Редактор фільмів: «Дім. Рідна земля» реж. О. Коваль;  «Сергій Параджанов. Відвідини» реж. А. Сирих, В. Піка (Приз МКФ м.Тегеран, Іран); «Старі люди» реж. В. Васянович (Приз МКФ м. Баку, Азербайджан); ігровий повнометражний «Інше життя, або втеча з того світу» реж. В. Артеменко (Приз за кращу чоловічу роль на МКФ «Бригантина», м. Бердянськ, Україна); «Чому білий птах з чорною ознакою» реж. П. Фаренюк (Приз МКФ «Золотий Витязь», м. Кисловодськ); «Фієста» реж. Г. Яровенко (Приз МКФ «Золотий Витязь»); «Один» реж. А. Головіна (Приз BUtiful Film Festival. THE INTERNATIONAL YOUNG FILMMAKER FILM FESTIVAL, Велика Британія); «Бекендор» реж. А. Харченко (Prize IFF «TOURFILM-RIGA 2014»,  Latvia, Diplomas film festivals in the city;   Mumbai, India;  m. Petrozavodsk, Republic of Karelia, Russia;  m. Banska Bystrica, Slovakia;  The prize for best documentary - IV International barents-nonprofit environmental film festival (BEFF 2014); «Село, в  якому народжуються казки» реж. В. Образ (Диплом МКФ «Кінолітопис-2013», (м. Київ), «У затишку білих акацій» реж. О. Чепелик (Movie-member special programs at IFF "Youth", Kiev, Ukraine); «Чи є життя на Марсі?» режисери О. Крайник, В. Хмельницький (Diploma Film Festival "Golden Knight" (Tomsk); «Тарас Шевченко. Ідентифікація» реж. С. Проскурня (The prize "For the best image in the frame" for the II Festival historical documentary films, Kyiv, Ukraine); «Вільні люди» реж. Г. Яровенко (Фестиваль історичного документального кіно, Київ, 2014), «У відриві» реж. С. Волков (Головний приз Рівненського кінофестивалю та Канівського кінофестивалю, 2017), «Час недитячий» реж. О. Самолевська (Головний приз Київського міжнародного фестивалю «Кінолітопис-2021») та ін. 
Продюсер документальних та ігрових фільмів: «Дім, в якому хотілось би жити» реж. О. Коваль (студія «Перспектива»), «Не ходіть по золоту…» реж. А. Карась (спілне українсько-данське виробництво), «Кораблі і корабели» реж. О. Коваль (Укркінохроніка), «Лідія» (Інтерньюз-Україна) реж. О. Коваль, повнометражні документальні фільми «Петро Тронько. Жити для людей» та «Щоденник його життя» реж. В. Васильєв (MVM-studia), ігрові короткометражні стрічки «Райське місце» та «Професор» реж. В. Артеменко (студія «Ф-продакшн»).
Автор кінорецензій та проблемних статей в українських періодичних виданнях, починаючи з 1979 року, зокрема,  в журналах «Новини кіноекрану», «Кіно-театр», газетах «Культура і життя», «День», «Сегодня», «Україна молода», «Дзеркало тижня»  та ін. Співавтор книг-альманахів «Золота книга українського підприємництва» (2000), «Золота книга української ділової еліти» (2001р.), «Золоті торгові марки України» (2002).

## Вибрані наукові доробки
Автор наукових статей, зокрема:
«Жанровий спектр документальних фільмів студії «Укркінохроніка» початку  XXI століття». Вісник КНУКіМ Серія «Мистецтвознавство» : зб. наук. пр. Вип. 36 /  М-во освіти і науки України, М-во культури України, Київ. нац. ун-т культури і мистецтв. –  Київ : Вид. центр КНУКіМ, 2017. – С. 17-29.
«Семіотичний вимір кінодокументалістики Павла Фаренюка». Вісник  Київського  національного  університету  культури  і  мистецтв.  Серія:  «Аудіовізуальне мистецтво  і  виробництво»:  зб.  наук.  пр.  Вип.  1.  / М-во  освіти  і  науки  України, М-во  культури  України,  Київ. нац. ун-т культури і мистецтв. – Київ : Вид. центр КНУКіМ, 2018. – С. 38–48.
«Особливості релевантності української екранізації 70-х років» Вісник Національної академії керівних кадрів культури і мистецтв : наук. журнал. Київ:ІДЕЯ-ПРИНТ, 2020. №1. С. 120-125.                             
«Субституція жанру і стилю в українській екранізації». Вісник Національної академії керівних кадрів культури і мистецтв : наук. журнал. №2. Київ: ІДЕЯПРИНТ, 2020. С. 296-300.
«Характерологічні особливості акторської творчості в мистецтві дубляжу ігрових фільмів». Вісник Київського національного університету культури і мистецтв. Серія: Сценічне мистецтво. Науковий журнал. 2022. Том 5. № 2. С.181-193.
Автор колективних монографій, зокрема: «Українські реалії кінопітчингу» (2016), «Творча і життєва лабораторія жінки-режисера Ганни Яровенко» (2017), «Творча палітра режисера-документаліста Павла Фаренюка» (2017), «Антологіон фільмів «Укркінохроніки» 2006–2010 років» (2018), «Тематичний екскурс загальної палітри фільмів студії «Укркінохроніка» 2011-2013 років» (2017), «Реальне  кіно  в  контексті  драми. Фільми студії  «Укркінохроніка»  2014-2017  років» (2018) та ін.
Автор учбового посібника: Основи продюсерської діяльності : навч. посіб. Київ : Видавничий центр КНУКіМ, 2019. 259 с.